# Marcell Jankovics
Marcell Jankovics, född 21 oktober 1941 i Budapest, död 29 maj 2021 i Budapest, var en ungersk filmregissör och tecknare. Han började arbeta för landets ledande animationsbolag Pannónia Filmstúdió 1960. Långfilmsdebuten kom 1973 med János vitéz, som var Ungerns första tecknade långfilm. År 1976 blev Jankovics Oscarsnominerad för Bästa animerade kortfilm för filmen Sisyphus, och året därpå vann han Guldpalmen för bästa kortfilm för Küzdők.
Jankovics' uttryck har starka drag av lokal folklig konst och Jugendstil. Han har även gjort långfilmerna Fehérlófia från 1982, Ének a csodaszarvasról från 2002 och Az ember tragédiája från 2011. Den sistnämnda påbörjades redan 1983 men stötte på åtskilliga problem och drog ut på tiden.

## Regi i urval
- János vitéz (1973)
- Sisyphus (1975) - kortfilm
- Küzdők (1977) - kortfilm
- Magyar népmesék (1978-1995) - TV-serie
- Kacor király (1978)
- Fehérlófia (1982)
- Mondák a magyar történelemből (1986) - TV-serie
- Ének a csodaszarvasról (2002)
- Az ember tragédiája (2011)